# Casa de Wesley Plattenburg
La Casa de Wesley Plattenburg es una residencia histórica ubicada en Selma, Alabama, Estados Unidos.

## Historia
Con una combinación única de los estilos neogriego e italianizante, la casa se completó en 1842 para Wesley Plattenburg. Plattenburg nació el 13 de abril de 1803 en el condado de Anne Arundel, Maryland. Se había mudado a Selma y había asumido la ocupación de sastre en 1829. Se convirtió en un exitoso comerciante y sirvió en el consejo de la ciudad de Selma durante muchos años.
La casa estuvo alguna vez en el centro de una plantación de 2200 acre (890,3 ha) que Wesley Plattenburg heredó de un amigo cercano, el Sr. Wood, al momento de su muerte. Plattenburg asumió la vocación de plantador después de recibir la propiedad. La casa es una de las pocas estructuras que quedan en la ciudad que es identificable en un mapa de la Batalla de Selma. La ciudad eventualmente creció para abarcar completamente el sitio.
La casa se agregó al Registro de Monumentos y Patrimonio de Alabama el 22 de marzo de 1991 y al Registro Nacional de Lugares Históricos el 3 de febrero de 1993. Poasteriormente se incluyó en los lugares en peligro de Alabama en 2005.